# إبراهيمية مهنا
قرية إبراهيمية مهنا هي إحدى القرى التابعة لمركز كوم حمادة في محافظة البحيرة في جمهورية مصر العربية. حسب إحصاءات سنة 2006، بلغ إجمالي السكان في إبراهيمية مهنا 1482 نسمة، منهم 729 رجل و753 امرأة.